# Saint-Bresson, Haute-Saône
Saint-Bresson är en kommun i departementet Haute-Saône i regionen Bourgogne-Franche-Comté i östra Frankrike. Kommunen ligger i kantonen Faucogney-et-la-Mer som tillhör arrondissementet Lure. År 2022 hade Saint-Bresson 420 invånare.

## Befolkningsutveckling
Antalet invånare i kommunen Saint-Bresson
| Referens: INSEE |